# Burzovní palác
Burzovní palác v Rybné ulici na Starém Městě v Praze je moderní administrativní centrum vedle obchodního domu Kotva na Náměstí Republiky. Sídlí tu Burza cenných papírů Praha, největší akciový trh České republice.

## Popis budovy
- 8 nadzemních podlaží nabízí 8000 m2 kancelářských a 1500 m2 obchodních ploch
- 3 podzemní patra nabízí 200 parkovacích míst[2]
- do nadzemních pater jsou 2 samostatné vstupy přes centrální recepci v přízemí nonstop 7 dní v týdnu[3]

## Obchody a služby
- Burza cenných papírů Praha[4]
- Zara – globální síť značkových obchodů s oděvy
- Regus – nadnárodní korporace provozující business centra
- Aeroflot
- Česká pošta[5]

### Okolní budovy
- Obchodní dům Kotva
- Palác Kotva
- Obchodní dům Palladium
- Hotel Paříž